# Eromanga
Eromanga ist ein kleiner Ort in Queensland. Eromanga ist von Quilpie 126 Kilometer, von Charleville 316 Kilometer entfernt und kann vom Opal Highway aus erreicht werden. In der Nähe des Ortes befinden sich Erdölquellen im Eromanga-Becken, die jährlich 1,5 Millionen Barrel Erdöl fördern. In der Nähe des Ortes werden auch Opale gefunden.
Im Ort befindet sich das Old Royal Hotel von 1885. Es ist das einzige Gebäude aus der Pionierzeit Australiens, das erhalten geblieben ist und von dem Transportunternehmen Cobb & Co angefahren wurde. In den 1870er Jahren wurde Eromanga zur Stadt ernannt, als Opale gefunden wurden und die Bevölkerung daraufhin auf etwa 300 Personen anstieg.
Es gibt ein Freigelände auf dem Maschinen ausgestellt sind, die im Opalbergbau verwendet wurden. Im angeschlossenen Museum gibt es ein Living History Centre mit historischen Bildern und museumsnah einen Park mit Mineralfunden.
Eromanga war von den Überschwemmungen in Queensland 2010/2011 stark betroffen.
Eromanga beansprucht, der am weitesten von einem Meer entfernte Ort in Australien zu sein. Tatsächlich entspricht dies nicht der Realität, jedoch hat auch bisher kein anderer Ort diesen Anspruch erhoben.